# كتاب رحلة أردافيراف
كتاب رحلة أردافيراف ( بالفارسية الوسطى : Ardā Wirāz nāmag ، يُترجم حرفيًا "كتاب الصالحين فيراف") هو نص زرادشتي مكتوب باللغة الفارسية الوسطى . يحتوي على حوالي 8800 كلمة. يصف رحلة الحلم التي يقوم بها زرادشتي متدين (قصة ويراز) عبر العالم الآخر. اتخذ النص شكله النهائي في القرنين الحادي عشر والثاني عشر بعد سلسلة من التحرير ومن المحتمل أن القصة كانت نتاجًا أصليًا لفارس في القرنين التاسع والعاشر.

## ملخص القصة
اُختير ويراز لتقواه للقيام برحلة إلى العالم الآخر من أجل إثبات حقيقة المعتقدات الزرادشتية، بعد فترة كانت فيها أرض إيران مضطربة بسبب وجود ديانات مشوشة وغريبة. يشرب مزيجًا من النبيذ والمانج [الإنجليزية] والهاوما [الإنجليزية]، وبعد ذلك تسافر روحه إلى العالم التالي. وهنا تستقبله امرأة جميلة تدعى دِينا [الإنجليزية]، والتي تمثل إيمانه وفضيلته. بعد عبور جسر تشينفات [الإنجليزية]، يقوده " سُروش [الإنجليزية] التقي، وأدار [الإنجليزية]، اليازادي "عبر "مسار النجوم"، و"مسار القمر"، و"مسار الشمس" – وهي أماكن خارج السماء مخصصة للفضلاء الذين فشلوا مع ذلك في الالتزام بالقواعد الزرادشتية. في الجنة، يلتقي ويراز بأهورا مزدا الذي يريه أرواح المباركين (أهلاو [الإنجليزية]، وهي نسخة فارسية وسطى بديلة لكلمة أردا). يُوصف كل شخص بأنه يعيش نسخة مثالية من الحياة التي عاشها على الأرض، كمحارب، أو مزارع، أو راعي، أو مهنة أخرى. ثم ينزل مع مرشديه إلى الجحيم ليرى معاناة الأشرار. بعد أن أكمل رحلته الرؤيوية، أخبره أهورا مازدا أن الإيمان الزرادشتي هو الطريقة الصحيحة الوحيدة للحياة وأنه يجب الحفاظ عليه في الرخاء والشدة.

## الاقتباسات
- يقولون أنه في يوم من الأيام، جعل زرادشت التقي الدين الذي تلقاه شائعًا في العالم؛ وحتى اكتمال 300 عام، كان الدين نقيًا، وكان الناس كذلك بلا شك. "ولكن بعد ذلك، قامت روح شريرة ملعونة ، بإثارة الشك في هذا الدين بين الناس، بتحريض الإسكندر الملعون الروماني،[6] الذي كان يسكن في مصر، حتى جاء إلى بلاد إيران بقسوة شديدة وحرب وخراب؛ كما قتل حاكم إيران، ودمر العاصمة والإمبراطورية، وجعلهما خرابًا.[7]
  - مقدمة
- ثم رأيت أرواح أولئك الذين تلسعهم الثعابين وتلتهم ألسنتهم إلى الأبد. فسألت هكذا: ما الذنب الذي ارتكبه أولئك الذين تعاني نفوسهم من هذا العقاب الشديد؟ فقال سروش التقي، وأدار اليزادي: هذه هي أرواح أولئك الكاذبين والمتحدثين غير المحترمين [أو "غير الصادقين"] الذين تكلموا في العالم كثيرًا من الكذب والزور والتجديف.[7]
  - القسم 4، الجحيم

## طالع أيضًا
- الكوميديا الإلهية
- الأدب الفارسي الأوسط
- الأدب الفارسي

## روابط خارجية
النصوص الكاملة
- Peterson، Joseph H. "The Book of Arda Viraf". www.avesta.org.
- Gippert، Jost. "TITUS Texts: Arda Viraz (Pahlavi): Frame". titus.uni-frankfurt.de. مؤرشف من الأصل في 2024-07-15.
- "Pahlavi - Pahlavi texts on religious subjects - 3". www.farvardyn.com. مؤرشف من الأصل في 2018-05-21. اطلع عليه بتاريخ 2008-11-11.

## قراءة إضافية
- كاسوك، زيكي، (2012)، كتاب أردا فيراف: ترجمة ونسخ وترجمة طالب بهلوي عام 2012 ،(ردمك 978-1477603406)